# Кобб, Джо
Джо Франк Кобб (англ. Joe Frank Cobb}; 7 ноября 1916, Шони, Оклахома — 21 мая 2002, Санта-Ана, Калифорния) — американский ребёнок-актёр, наиболее известный по роли «толстого мальчика» в комедийных короткометражках «Пострелята» с 1922 по 1929 года.

## Биография
Родился 7 ноября 1916 года в городе Шони, штат Оклахома. В 1921 году, в возрасте пяти лет, Кобб прошёл прослушивание у продюсера Хэла Роуча для участия в комедийном сериале «Пострелята». Он впервые появился в сериале в 1922 году, появившись в «Чемпине» (1923) и «Большом шоу» (1923).
Кобб появился в последнем немом фильме «Пострелят» «Урок в субботу», и в первом короткометражном фильме «Светская беседа», оба в 1929 году.

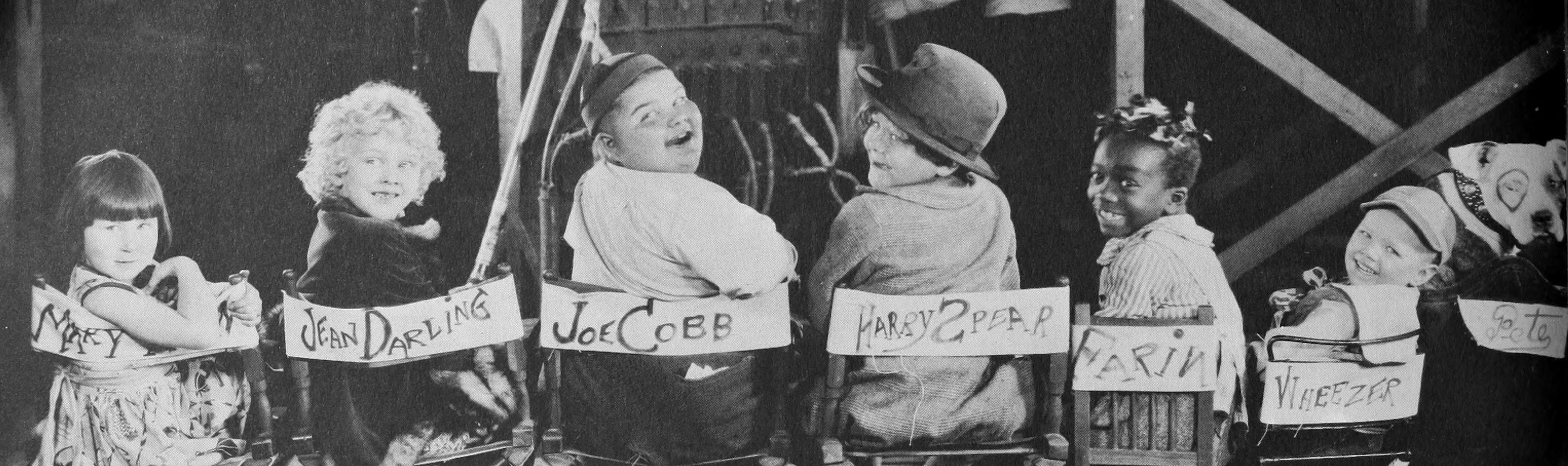
«Пострелята» в 1929 году

Его предпоследний эпизод в качестве постоянного члена актёрского состава был «Боксерские перчатки» (1929), когда ему было 12 лет. В этом фильме (ремейке «Чемпиона») к нему присоединились «Чабби» (14-летний Норман Чейни), преемник Кобба в роли «толстяка», и Джеки Купер, дебютировавшись в кинематографе.
Последняя эпизодическая роль Кобба в «Пострелятах» была Ленивых днях (вышел 4 августа 1929 года). Он появился в 86 фильмах «Пострелят» в течение семи лет, с 1922 по 1929 года. Он также трижды появлялся в эпизодических ролях в 1930-х годах в Рыбный крючок (1933), Оплата при выходе (1936) и Воссоединение в ритме (1937).
После окончания своей актёрской карьеры в начале 1940-х годов Кобб стал сборщиком в North American Aviation, подразделении Rockwell International в Дауни, Калифорния. Он вышел на пенсию в 1981 году в возрасте 65 лет.

## Смерть
Кобб умер естественной смертью 21 мая 2002 года в Санта-Ане, Калифорния.